# Campionati italiani di triathlon lungo del 2003
I Campionati italiani di triathlon lungo del 2003 sono stati organizzati dalla Federazione Italiana Triathlon e si sono tenuti ad Alghero in Sardegna, in data 11 ottobre 2003.
Tra gli uomini ha vinto Gianpietro De Faveri (G.P. Triathlon), mentre la gara femminile è andata a Dina Braguti (DDS).

## Risultati

### Élite uomini
| Pos. | Atleta                   | Società sportiva             | Nuoto    | Bici     | Corsa    | Totale   |
| ---- | ------------------------ | ---------------------------- | -------- | -------- | -------- | -------- |
|      | Gianpietro De Faveri     | G.P. Triathlon               | 00:45:39 | 03:03:08 | 01:59:07 | 05:47:54 |
|      | Maurizio Carta           | Minerva Roma                 | 00:53:54 | 03:00:18 | 01:56:42 | 05:50:54 |
|      | Marco Salamon            | Fri Team                     | 00:51:03 | 03:08:53 | 01:53:08 | 05:53:04 |
| 4    | Fermo Bernasconi         | Molinari Triathlon Team Como | 00:51:25 | 03:05:17 | 01:59:50 | 05:56:32 |
| 5    | Federico Girasole        | Pasta Granarolo              | 00:51:32 | 03:05:09 | 02:00:59 | 05:57:40 |
| 6    | Stefano Paoli            | G.P. Triathlon               | 00:51:04 | 03:01:33 | 02:08:22 | 06:00:59 |
| 7    | Roberto Vanzetta         | Triathlon Alto Adige         | 00:51:35 | 03:05:32 | 02:04:28 | 06:01:35 |
| 8    | Andrea Vajente           | Maranello Triathlon          | 00:45:29 | 03:15:43 | 02:01:00 | 06:02:12 |
| 9    | Armando Pizzoni Ardemani | Jhonny Triathlon             | 00:51:38 | 03:04:42 | 02:09:26 | 06:05:46 |
| 10   | Diego Gazzari            | G.P. Triathlon               | 00:47:47 | 03:04:58 | 02:14:56 | 06:07:41 |
| 11   | Stefano Bortolami        | Padova Triathlon             | 00:47:15 | 03:20:57 | 02:03:18 | 06:11:30 |
| 12   | Massimiliano Pernici     | Jhonny Triathlon             | 00:54:34 | 03:17:36 | 02:03:44 | 06:15:54 |
| 13   | Stefano Pessina          | Tri DLF Nuoto VR             | 00:54:44 | 03:18:29 | 02:03:28 | 06:16:41 |
| 14   | Matteo Bruletti          | Pro Patria Acros             | 00:57:10 | 03:15:49 | 02:04:29 | 06:17:28 |
| 15   | Giuseppe Solla           | Mens Sana                    | 00:54:28 | 03:18:30 | 02:04:48 | 06:17:46 |
| 16   | Eliot Challifour         | Gbr                          | 00:51:44 | 03:10:16 | 02:16:17 | 06:18:17 |
| 17   | Daniele Bonato           | Riviera Triathlon 1992       | 00:57:33 | 03:15:23 | 02:07:43 | 06:20:39 |
| 18   | Werner Uberbacher        | Läufer Club Bozen            | 00:54:02 | 03:10:20 | 02:16:38 | 06:21:00 |
| 19   | Marco Saia               | Fri Team                     | 00:57:18 | 03:25:57 | 01:58:19 | 06:21:34 |
| 20   | Paolo Zilvetti           | International 3 Sport        | 01:03:34 | 03:21:05 | 01:58:48 | 06:23:27 |

### Élite donne
| Pos. | Atleta             | Società sportiva           | Nuoto    | Bici     | Corsa    | Totale   |
| ---- | ------------------ | -------------------------- | -------- | -------- | -------- | -------- |
|      | Dina Braguti       | DDS                        | 00:52:02 | 03:26:25 | 02:15:19 | 06:33:46 |
|      | Manuela Ianesi     | Läufer Club Bozen          | 00:51:47 | 03:33:52 | 02:15:09 | 06:40:48 |
|      | Martina Dogana     | Tri. Rari Nantes Marostica | 00:58:58 | 03:32:06 | 02:21:17 | 06:52:21 |
| 4    | Veronica Chiusole  | Maranello Triathlon        | 00:59:02 | 03:34:13 | 02:20:22 | 06:53:37 |
| 5    | Astrid Perathoner  | Läufer Club Bozen          | 01:01:51 | 03:27:36 | 02:37:57 | 07:07:24 |
| 6    | Mirella Gandellini | Zeppelin Triathlon Team    | 00:59:29 | 03:53:17 | 02:22:28 | 07:15:14 |
| 7    | Lisa Desiderà      | Silca Ultralite            | 01:07:06 | 03:39:29 | 02:31:14 | 07:17:49 |
| 8    | Daniela Pallaro    | Padova Triathlon           | 00:59:56 | 04:07:11 | 02:38:59 | 07:46:06 |
| 9    | Roberta Colaneri   | Jhonny Triathlon           | 01:06:14 | 03:48:42 | 02:58:07 | 07:53:03 |
| 10   | Virna Stavla       | Padova Triathlon           | 01:17:55 | 03:58:30 | 02:41:30 | 07:57:55 |
| 11   | Monica Copello     | Triathlon Alto Adige       | 01:14:10 | 04:02:10 | 02:42:42 | 07:59:02 |
| 12   | Daniela Ianesi     | Läufer Club Bozen          | 01:06:44 | 04:07:34 | 02:48:10 | 08:02:28 |
| 13   | Claudia Corsini    | Padova Triathlon           | 01:31:27 | 04:05:44 | 02:34:29 | 08:11:40 |